# وهانوش تکیان
وِهانوش تِکیان (ارمنی: Վեհանոյշ Թեքեան; انگلیسی: Vehanoysh Tʻekʻean زاده ۱۹۴۸ میلادی) شاعره برجسته ارمنی-لبنانی است.

## زندگی‌نامه
در سال ۱۹۴۸ میلادی در شهر بیروت متولد شده است. وی در دانشگاه آمریکایی بیروت حاضر شده است.
تاکنون مجموعه شعرهای «آوریل آبی» (ارمنی: Կապոյտ Ապրիլ) (۱۹۶۹)، «شاخه‌ها» (۱۹۷۴)، اوج شفافیت (۱۹۷۸)، مجموعه منثور «زیر نقش‌های ترک خورده» (۱۹۷۷) از او منتشر شده است.

## شعری از وِهانوش تِکیان به نام (این دلتنگی)
این دلتنگی تبخیر نخواهد شد، هرگز
چندانکه پیوسته پدیدار است تصویر تابناک حریر خاطره‌ها
این دلتنگی، اما، گاه کمرنگ می‌شود
چون رنگ چشم‌ها از پس اندوه شفاف شبانگاهی
و این دلتنگی سفته است و تاریک چون گستره‌های ساکن ابرهای غرق اندر دود
و این دلتنگی چو تندیس‌های افسانه جاودان خاموش
بر جانت خاکت بر نفس و خونت فرود می‌آید
و حکومت می‌کند بر تو باد بدست
و می راندت از میان دانه‌های پراکنده شن‌ها تا ساحل دریا و تا افق
و این دلتنگی از آتش گدازان است و نیرومند
و حقیقی به اندازه ناتوانی در تجزیه کردن تو.
خورشید میان بخار ابرها می‌جوشد
و من با کتاب دعای دلتنگی‌هایم
خلوت غروبگاهان را نشانه می‌روم
چو راهبه‌ای غرقه در کتاب و زنده با رؤیا
دلم می‌خواست در این لحظه در عروج از خود بی خبرانه من جاری بودی
و در سکوت بال گستر انحنای پلکانت
گشاده می‌شدم به آرامی چو اناری ترکان به زیر آفتاب.